# Campagne électorale

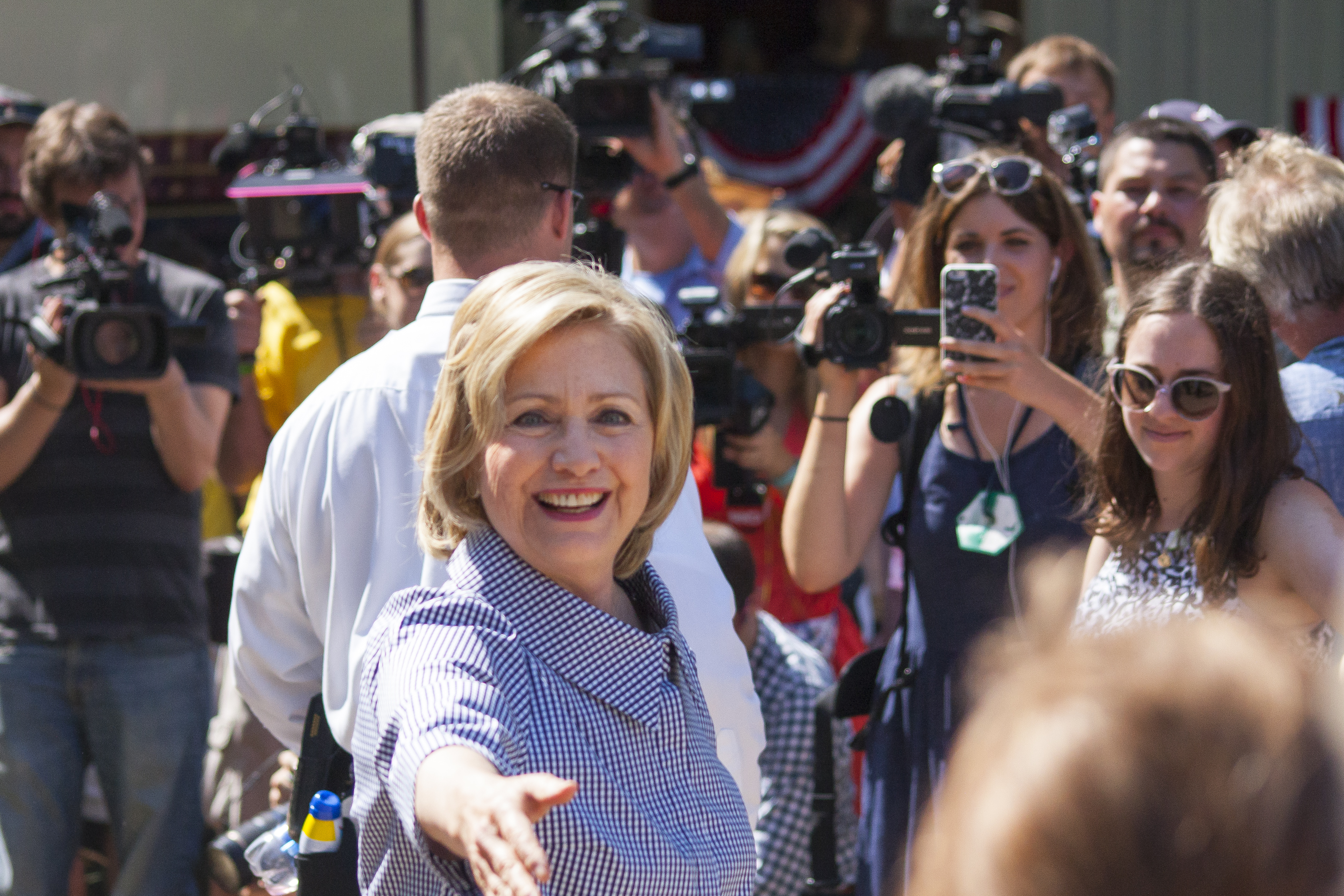
Hillary Clinton serrant la main à des militants en août 2015, en vue de l'élection présidentielle américaine de 2016.

La campagne électorale est la période précédant une élection, durant laquelle les candidats et leurs partis font leur promotion dans le but de récolter le plus grand nombre de voix possible.

## Concept
La campagne électorale est généralement basée sur un programme électoral (ou programme politique) mis en avant par le candidat, qui permet de le situer politiquement. Elle est appuyée au niveau local par les militants politiques. La campagne permet de réactiver les opinions politiques.
Les campagnes sont suivies par les médias, avec une intensité différenciée selon les scrutins.
Dans de très nombreux pays, les campagnes électorales politiques importantes sont strictement réglementées au niveau du budget, de l'étendue de la période, des cadeaux électoraux, etc. En contrepartie, les partis représentés peuvent recevoir des financements publics pour mener leurs campagnes, comme cela se pratique notamment en France.
Une équipe de campagne est un ensemble de personnes nommées par un candidat à une élection et qui ont la charge de l'aider à mener à bien sa campagne électorale sous l'autorité d'un directeur de campagne. En France, notamment lors de l'élection présidentielle, il est fréquent que le vainqueur choisisse une partie des membres de son cabinet parmi les membres de son équipe de campagne.

## Évolutions

L'ancien Premier ministre polonais Mateusz Morawiecki prend un selfie avec le leader roumain du parti AUR George Simion pour l'utiliser sur les réseaux sociaux, 2025

Depuis les années 1970, les recherches en sociologie du vote et en communication politique questionnent l'influence des médias sur les comportements électoraux. La télévision (à travers sa couverture mais aussi l'organisation de débats télévisés) est devenue le support privilégié des campagnes électorales, à côté de la radio, de la presse écrite, puis d'internet, la couverture de ces périodes dans les médias étant de moins en moins suivie. Selon la chercheuse en sociologie politique Anne-Cécile Douillet, dans « la lignée des analyses de Paul Lazarsfeld dans les années 1940, qui défendent la thèse d'un effet limité des médias, les travaux plus récents, qui incluent la télévision (Le Grignou, 2003) et internet (Boyadjian, Théviot, 2021), tendent à montrer que les médias ont peu d'effets sur la construction des préférences politiques, notamment si on réduit celles-ci aux préférences partisanes. Les préférences politiques se construisent en effet plutôt dans les interactions inter- individuelles et si les médias peuvent renforcer, activer ou cristalliser des préférences, ils les transforment rarement ». 
Dans les années 2010, à la suite de l'explosion du Web 2.0, puis des réseaux sociaux, les outils et algorithmes d'analyse du Big data se sont développés. C'est notamment le cas pour la collecte et l'analyse des données personnelles, traces volontairement ou involontairement laissées sur le Net par les internautes, et parfois illégalement collectées. Sur ces bases des outils de profilage psychologique des internautes/électeurs ou abstentionnistes se sont fortement développés, et le « courtage de données personnelles » et de « profils psychologiques » est devenu un marché important, associé à un autre marché qui est celui de l'« influence » ou de l'« industrie de la désinformation »…
La part des campagnes électorales (ou de référendums) qui se joue sur les réseaux sociaux (Facebook et Twitter notamment) et les médias en ligne a considérablement augmenté. Le pourcentage des budgets consacrés à la propagande électorale via le marketing numérique aux États-Unis, en Australie et au Royaume-Uni est en forte croissance ; en 2016, les campagnes présidentielles en ligne auraient englouti aux États-Unis au moins 20 % de leur budget total, via des entreprises d'analyse numérique embauchées souvent controversées (ex : AggregateIQ, Cambridge Analytica ou leur maison-mère SCL), et/ou cachées ; avec comme inconvénient d'artificiellement fortement polariser les débats.
Malgré l'importance croissante des médias électroniques, la présence physique dans une "campagne de terrain" reste incontournable, autant pour une élection nationale que municipale : la proximité avec l'électeur de base dans des meetings, dans la rue, sur les marchés ou dans des animations grand public comme le Salon de l'agriculture donne une image positive du candidat même si sa poignée de main ne touche en fait qu'une petite fraction de l'électorat.